# Arthur Stoll
Arthur Stoll (Schinznach-Dorf, Aargau, Suíça, 8 de janeiro de 1887 – Dornach, 13 de janeiro de 1971) foi um bioquímico suíço.
Recebeu a Medalha de Ouro Paul Karrer de 1959.
Foi eleito Membro Estrangeiro da Royal Society em 1958.